# Guindrecourt-sur-Blaise
Guindrecourt-sur-Blaise ist eine französische Gemeinde mit 55 Einwohnern (Stand: 1. Januar 2022) im Département Haute-Marne in der Region Grand Est. Sie gehört zum Kanton Bologne und zum Arrondissement Chaumont. Die Bewohner werden Guindrecourtois und Guindrecourtoises genannt.

## Lage
Die Gemeinde liegt am Fluss Blaise. Sie ist umgeben von folgenden Nachbargemeinden:
| Bouzancourt  |                                             | Ambonville |
| Daillancourt | Kompassrose, die auf Nachbargemeinden zeigt |            |
|              | Colombey les Deux Églises                   | Marbéville |

## Bevölkerungsentwicklung
| Jahr                       | 1862 | 1968 | 1975 | 1982 | 1990 | 1999 | 2008 | 2019 |
| -------------------------- | ---- | ---- | ---- | ---- | ---- | ---- | ---- | ---- |
| Einwohner                  | 56   | 67   | 55   | 40   | 32   | 31   | 45   | 62   |
| Quellen: Cassini und INSEE |      |      |      |      |      |      |      |      |

## Sehenswürdigkeiten
- Kirche Saint-Maurice

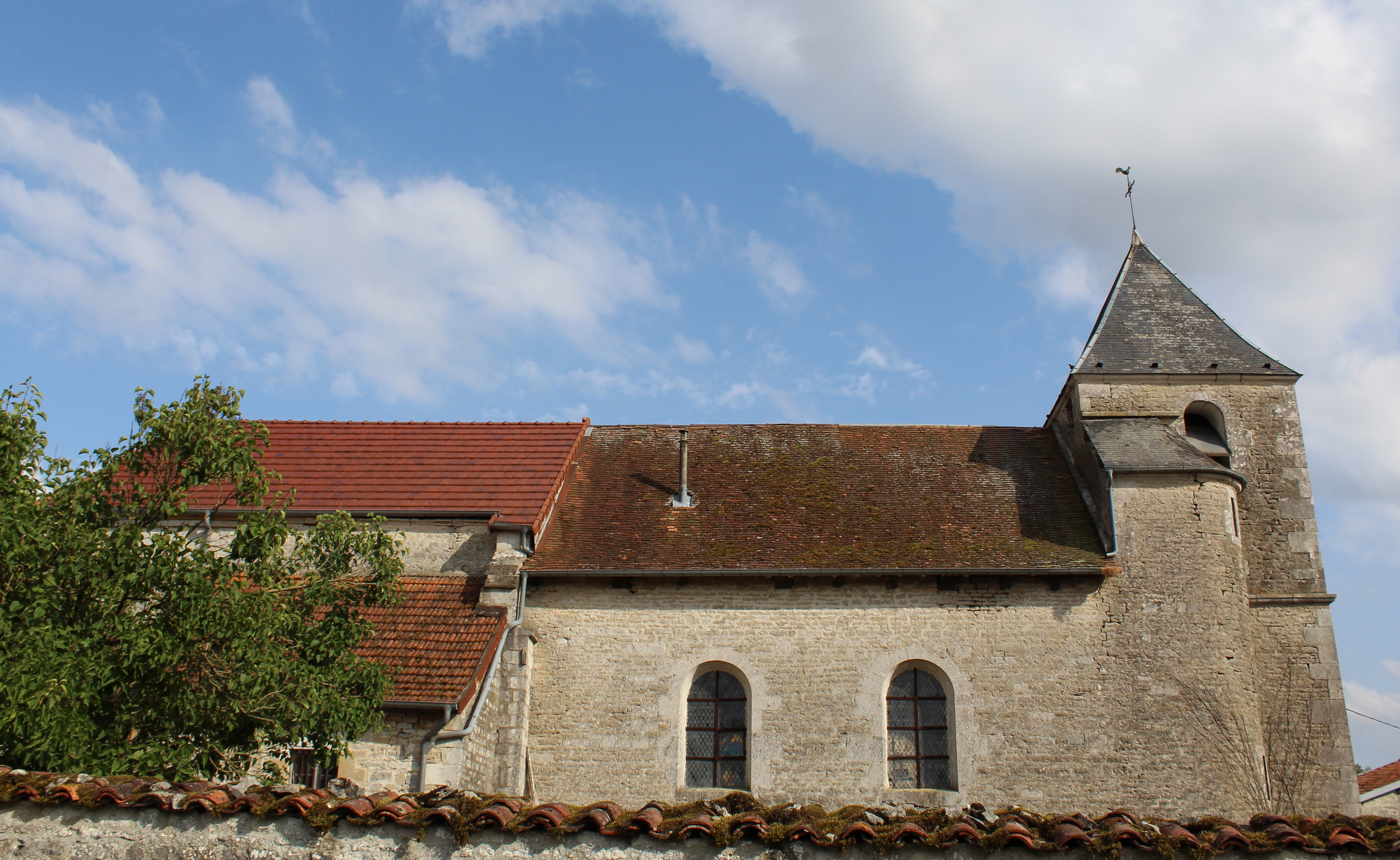
Kirche Saint-Maurice

- Siehe auch: Liste der Monuments historiques in Guindrecourt-sur-Blaise